# Nephropoidea
Los nefropoideos (Nephropoidea) forman una superfamilia de crustáceos decápodos del infraorden de los astacideos. Fue creada por James Dwight Dana (1813-1895) en 1852 y se subdivide en dos familias:
- los nefrópidos (Nephropidae), que comprende los bogavantes y las cigalas
- los taumastoquélidos (Thaumastochelidae), un tipo de bogavantes muy raros.

- Datos: Q1189722
- Multimedia: Nephropoidea / Q1189722
- Especies: Nephropoidea